# Daniił Dracenko
Daniił Pawłowicz Dracenko, ros. Даниил Павлович Драценко (ur. 1876, zm. 1945) – rosyjski wojskowy (generał lejtnant), emigracyjny działacz i publicysta wojskowy, dowódca pułku Rosyjskiego Korpusu Ochronnego podczas II wojny światowej.
W 1897 r. ukończył szkołę piechoty w Odessie. Służył w 37 jekaterinosławskim pułku piechoty. Brał udział w wojnie rosyjsko-japońskiej w latach 1904–1905; był ranny. Został odznaczony Orderem Św. Stanisława 3 klasy, Św. Anny 3 i 4 klasy oraz Św. Włodzimierza 4 klasy. W 1908 r. ukończył Nikołajewską Akademię Sztabu Generalnego. Służył w sztabie kaukaskiego okręgu wojskowego. Od 1910 r. pełnił funkcję starszego adiutanta w sztabie I kaukaskiego korpusu armijnego, zaś od 1911 r. – oberoficera do specjalnych poruczeń przy sztabie korpusu. Uczestniczył w I wojnie światowej na kaukaskim froncie. W 1914 r. w stopniu podpułkownika został szefem oddziału w zarządzie generalnego kwatermistrza w sztabie samodzielnej armii kaukaskiej. Od grudnia tego roku służył w sztabie polowym armii. Na początku 1915 r. awansował do stopnia pułkownika. W marcu 1916 r. objął szefostwo sztabu 39 dywizji piechoty. W 1917 r. dostał stopień generała majora. Od marca tego roku dowodził 153 bakińskim pułkiem piechoty. Od lipca służył w sztabie frontu kaukaskiego.
W 1918 r. przystąpił do białych. Od października tego roku znajdował się przy sztabie wojsk gen. Władimira P. Lachowa, działających na północnym Kaukazie. Od lutego 1919 r. dowodził oddziałem u gen. Pawła N. Szatiłowa. W tym roku awansował do stopnia generała lejtnanta. W 1919 r. jego oddział brał udział w zakończonym klęską białych oblężeniu Astrachania i został podczas walk o miasto rozbity.
Po odwrocie wojsk białych na przełomie 1919/1920 r. na Kaukazie z Rostowa i Nowoczerkaska do Jekaterynodaru, a następnie do Tichorieckiej, zajmował funkcje przedstawiciela gen. Antona I. Denikina, a następnie gen. Piotra N. Wrangla. W lipcu 1920 r. został wyznaczony szefem sztabu grupy wojsk gen. Siergieja G. Ułagaja (Kuczuka), które miały przeprowadzić desant na Kubań. W trakcie operacji wysłał pismo do gen. P. N. Wrangla z prośbą o usunięcie go z tej funkcji. W sierpniu 1920 r. objął dowództwo 2 armii. Pod koniec września tego roku przeprowadził za Dnieprem nieudaną operację przeciwko wojskom bolszewickim. Po ewakuacji wojsk białych z Krymu do Gallipoli w listopadzie, zamieszkał w 1922 r. w Królestwie SHS. W kwietniu 1931 r. stanął na czele zagrzebskiego rejonu Rosyjskiego Związku Ogólnowojskowego. Był autorem książki pt. „Zapiska”, opisującej działania 39 dywizji piechoty na Kaukazie podczas I wojny światowej. W okresie II wojny światowej podjął współpracę z Niemcami. Wstąpił do Rosyjskiego Korpusu Ochronnego, dowodząc od 1943 r. pułkiem. Zmarł prawdopodobnie w 1945 r.